# James Michel
James Alix Michel (ur. 16 sierpnia 1944 na Mahé) – polityk i wojskowy z Seszeli, prezydent tego kraju w latach 2004–2016.

## Życiorys
Pracował w przemyśle telekomunikacyjnym i hotelarskim; jeszcze przed uzyskaniem niepodległości przez Seszele związany z lewicową partią France-Alberta René Ludowym Frontem Postępowym Seszeli (wcześniej pod nazwą Zjednoczona Partia Ludowa Seszeli). Od 1974 był członkiem Komitetu Centralnego, w latach 1984–1994 zastępcą sekretarza generalnego partii, a od 1994 sekretarzem generalnym.
W rządzie prezydenta René sprawował wiele funkcji ministerialnych, m.in. szefa resortu edukacji, informacji, obrony i finansów. Tekę finansów zachował również po objęciu w 1996 stanowiska wiceprezydenta.
Jako oficer odszedł ze służby czynnej w stopniu pułkownika w 1993; zajmował wcześniej m.in. stanowisko szefa sztabu głównego.
W lutym 2004 prezydent René zapowiedział przekazanie władzy wiceprezydentowi Michelowi (po 27 latach prezydentury); uroczystość zaprzysiężenia nowego szefa państwa miała miejsce 16 kwietnia 2004. W wyborach prezydenckich w 2006 pokonał lidera opozycji Wavela Ramkalawana.
16 października 2016 prezydent Michel ustąpił ze stanowiska i przekazał urząd wiceprezydentowi Danny'emu Faure.